# Amphiporus gerlachei
Amphiporus gerlachei är en djurart som tillhör fylumet slemmaskar, och som beskrevs av Heinrich Bürger 1904. Amphiporus gerlachei ingår i släktet Amphiporus och familjen Amphiporidae. Inga underarter finns listade i Catalogue of Life.